# Ornithocephalus dolabratus
Ornithocephalus dolabratus är en orkidéart som beskrevs av Heinrich Gustav Reichenbach. Ornithocephalus dolabratus ingår i släktet Ornithocephalus och familjen orkidéer. Inga underarter finns listade i Catalogue of Life.